# Sėbys'
Il Sėbys' (in russo Сэбысь?) è un fiume della Russia europea settentrionale, affluente di destra della Ižma nel bacino della Pečora. Scorre nei rajon Pečora, Sosnogorsk e Ižemskij della Repubblica dei Komi.
Il fiume descrive un'enorme ansa nel suo alto corso scorrendo a sud, ovest e infine a nord in un'area disabitata, continua in direzione settentrionale e sfocia nella Ižma a 88 km dalla foce, a monte del villaggio di Ižma. Ha una lunghezza di 230 km; l'area del suo bacino è di 4 260 km².